# Stanserhorn
Stanserhorn är ett berg i Schweiz.   Det ligger i Centralschweiz, i kantonerna Nidwalden och Obwalden, med toppen i Nidwalden. Toppen på Stanserhorn är 1 898 meter över havet, eller 1464 meter över Vierwaldstättersjön. 
Stanserhornmassivet ligger i nordligaste delen av bergskedjan som skiljer Ob- och Nidwalden, nära semesterorten Wirzweli (1226 m ö.h.). Väster om berget ligger Sarneraas dal, i norr staden Stans och i öster Engelberger Aas smala dalgång. En hög punkt i närheten är Ruchstock, 2 814 meter över havet, 12,8 km sydost om Stanserhorn.. Närmaste större samhälle är Stans. 

## Turism och kommunikationer
Stanserhorn är ett mål för utflyktsturism. Vid klart väder syns stora delar av Alperna, Vierwaldstättersjön och schweiziska mittlandet från toppen. Under sommarsäsongen går en bergbana från Stans till mellanstationen Kaelti, därifrån nås Stanserhorns bergstation med en kabinlift med "takterrass". Vid bergstationen finns en restaurang och en inhägnad med murmeldjur.

### Historia
- År 1893 öppnades bergbanan Stanserhornbahn och ett hotell på bergets topp.
- Efter att hotellet och en del av bergbanan år 1970 förstörts av en brand, ersattes bergbanans övre sektioner 1975 med en kabinlift.[2]